# フルオピラム
フルオピラム（英：Fluopyram）は農業として使用される殺菌剤および殺線虫剤である。灰色かび病（ボトリティス・シネレア）、うどんこ病、Apple scab、アルテルナリア、Sclerotinia、Moniliniaなどの真菌症の防除に用いられる。コハク酸脱水素酵素阻害剤（SDHI殺菌剤）である。
バイエルにより開発・製造され、2012年にアメリカ合衆国環境保護庁によって承認され、2013年にはEUで農薬の有効成分としての使用が承認された。